# Satyrus paraleuca
Satyrus paraleuca är en fjärilsart som beskrevs av Hans Fruhstorfer 1908. Satyrus paraleuca ingår i släktet Satyrus och familjen praktfjärilar. Inga underarter finns listade.